# 야마모토 히로토
야마모토 히로토(일본어: 山本 啓人, 1988년 10월 16일~)는 일본의 전 축구 선수이다.

## 구단 경력
과거 더스파 구사쓰, 가고시마 유나이티드 FC에서 활동하였다.